# Адамс, Брук (актриса)
Брук Адамс (англ. Brooke Adams; род. 8 февраля 1949, Нью-Йорк, Нью-Йорк США) — американская актриса, кинорежиссёр, сценарист и кинопродюсер.

## Биография
Брук Адамс родилась 8 февраля 1949 года в Нью-Йорке в семье продюсера Роберта К. Адамс и актрисы Розалинд Адамс (в девичестве Гулд). У Брук есть старшая сестра — актриса Линн Адамс (род. 1944).
Адамс окончила «High School for the Performing Arts» и «School of American Ballet».

## Карьера
Адамс начала карьеру в качестве театральной актрисы в 1955 году. В 1963 году дебютировала в кино, сыграв роль Марки Морган в эпизоде «Мой ребёнок утром в понедельник» телесериала «Ист-Сайд/Уэст-Сайд». Всего она сыграла в 62-х фильмах и телесериалах.
В 2002 году дебютировала в качестве продюсера с фильмом «Выдуманный», в котором она также сыграла роль Элизабет Джеймс Тиви.
В 2009 году дебютировала в качестве режиссёра и сценариста с короткометражным фильмом «Раздражающее домашнее животное».

## Личная жизнь
С 1992 года Адамс замужем за актёром Тони Шалубом (род.1953), с которым она встречалась 4 года до их свадьбы. У супругов есть две приёмные дочери — Джози Линн Шалуб (род.1988) и Софи Шалуб (род.1993).

## Избранная фильмография
актриса
| Год       |    | Русское название                    | Оригинальное название             | Роль                                             |
| --------- | -- | ----------------------------------- | --------------------------------- | ------------------------------------------------ |
| 1963      | с  | Ист-Сайд/Уэст-Сайд                  | East Side/West Side               | Марки Морган                                     |
| 1974      | ф  | Великий Гэтсби                      | The Great Gatsby                  | гостья на вечеринке                              |
| 1974      | ф  | Лорды из Флэтбуша                   | The Lords of Flatbush             | имя персонажа неизвестно                         |
| 1976      | с  | Женщина-полицейский                 | Police Woman                      | Анджела                                          |
| 1977      | ф  | Ударные волны                       | Shock Waves                       | Роуз                                             |
| 1977—1978 | с  | Семья                               | Family                            | Лиззи                                            |
| 1978      | ф  | Дни жатвы                           | Days of Heaven                    | Эбби                                             |
| 1978      | ф  | Вторжение похитителей тел           | Invasion of the Body Snatchers    | Элизабет Дрисколл                                |
| 1979      | ф  | Куба                                | Cuba                              | Александра Лопес де Пулидо                       |
| 1983      | ф  | Мёртвая зона                        | The Dead Zone                     | Сара Бракнелл                                    |
| 1985      | ф  | Вкусная дрянь                       | The Stuff                         | специальная гостья в дрянной рекламе             |
| 1988      | с  | Детективное агентство «Лунный свет» | Moonlighting                      | Терри Ноулз                                      |
| 1991      | ф  | Неродившийся ребёнок                | The Unborn                        | Вирджиния                                        |
| 1991      | тф | Иногда они возвращаются             | Sometimes They Come Back          | Салли Норман                                     |
| 1991      | с  | Тридцать-с-чем-то                   | Thirtysomething                   | Бри Энн Прэтт                                    |
| 1992      | ф  | Бензин, еда, жильё                  | Gas, Food Lodging                 | Нора                                             |
| 1994      | с  | Прикосновение ангела                | Touched by an Angel               | Сюзана                                           |
| 1995      | ф  | Клуб нянек                          | The Baby-Sitters Club             | Элизабет Томас Брюэр                             |
| 1995      | с  | Фрейзер                             | Frasier                           | Мэрилин                                          |
| 2002      | ф  | Выдуманный                          | Made-Up                           | Элизабет Джеймс Пиви                             |
| 2002—2009 | с  | Детектив Монк                       | Monk                              | Ли Харрисон/миссис Эбигейл Карлайл/Эдит Каприани |
| 2008      | ф  | Случайный муж                       | The Accidental Husband            | Кэролин                                          |
| 2008      | с  | Закон и порядок: Специальный корпус | Law & Order: Special Victims Unit | Марго                                            |
| 2012      | тф | Хемингуэй и Геллхорн                | Hemingway & Gellhorn              | мадридская женщина                               |

режиссёр
- 2009 — «Мурашки по коже»/Pet Peeves

сценарист
- 2009 — «Мурашки по коже»/Pet Peeves

продюсер
- 2002 — «Выдуманный»/Made-Up
- 2009 — «Мурашки по коже»/Pet Peeves